# چگونه از مجازات قتل فرار کنیم
چگونه از مجازات قتل فرار کرد (به انگلیسی: How to Get Away with Murder) نام سریالی جنایی درام حقوقی ساخته شده در شبکه تلویزیونی ای‌بی‌سی آمریکاست که اولین قسمت آن ۲۵ سپتامبر ۲۰۱۴ پخش شد.
داستان این سریال، هر فصل در ۱۵ قسمت روایت می‌شود و تاکنون شش فصل از آن پخش شده است.
در شصت و هفتمین دوره جایزه امی (۲۹ شهریور ۱۳۹۴) وایولا دیویس بازیگر آمریکایی-آفریقایی‌تبار جایزه بهترین بازیگر نقش اول زن را برای بازی در سریال «چگونه از مجازات قتل فرار کرد؟» برای نقش آنالیز کیدینگ از آن خود کرد.
ویولا دیویس بار دیگر در شصت و نهمین دوره جایزه امی (۱۳۹۶) در شاخه بهترین بازیگر زن نقش اصلی سریال درام (چگونه از مجازات قتل فرار کرد) نامزد دریافت جایزه شد
این مجموعه شامل گروهی از بازیگران با آلفرد انوک، جک فالاهی، آجا نائومی کینگ، مت مک گوری و کارلا سوزا به عنوان شاگردان آنالیز، چارلی وبر و لیزا ویل به عنوان کارمندان او، و بیلی براون به عنوان کارآگاه با اداره پلیس فیلادلفیا که متعلق به آنالیز است. از فصل سوم به بعد، کنراد ریکامورا پس از بازی در دو فصل اول به بازیگران اصلی ارتقا یافت.
برای اجرای خود، دیویس تحسین منتقدان را دریافت کرد. او اولین زن سیاهپوستی بود که جایزه Primetime Emmy را برای بهترین بازیگر نقش اول زن در یک سریال درام دریافت کرد، همچنین دو جایزه انجمن بازیگران سینما را برای بازی برجسته توسط یک بازیگر زن در یک سریال درام و جایزه ایمیج برای بهترین بازیگر زن در یک سریال درام دریافت کرد. سلسله، دیویس همچنین از جوایز گلدن گلوب برای بهترین بازیگر زن در یک سریال تلویزیونی، جوایز انتخاب منتقدان برای بهترین بازیگر زن سریال درام و انجمن منتقدان تلویزیون در جوایز TCA برای دستاوردهای فردی در درام نامزد دریافت کرده است.
سایر بازیگران نیز برای بازی‌های خود مورد تقدیر قرار گرفتند، به طوری که انوک و کینگ نامزد دریافت جوایز تصویر NAACP برای بهترین بازیگر نقش مکمل مرد در سریال درام و بهترین بازیگر نقش مکمل زن در یک سریال درام در مراسم جوایز تصویر NAACP 2014 شدند. این سریال همچنین جایزه رسانه ای GLAAD را برای سریال های درام برجسته دریافت کرد.

## خلاصه داستان
گروهی از دانشجویان جاه‌طلب و باهوش رشته حقوق به‌همراه یکی از اساتید (آنالیز کیدینگ) که وکیل مدافع پرونده‌های جنایی است، درگیر یک ماجرای قتل می‌شوند که به‌طور کلی مسیر زندگی آن‌ها را عوض می‌کند...

## داستان

### فصل اول (۲۰۱۴–۲۰۱۵)
آنالیز کیتینگ، وکیل برجسته‌ی جنایی و استاد حقوق در دانشگاه میدلتون فیلادلفیا، پنج دانشجوی سال اول را برای کارآموزی در دفتر حقوقی‌اش انتخاب می‌کند: وس گیبینز، کانر والش، میکائلا پرت، آشر میل‌استون و لورل کاستییو؛ که بعدها به «پنج‌نفره‌ی کیتینگ» معروف می‌شوند. آن‌ها در کنار فرانک دل‌فینو و بانی ویسترباتم، دو همکار حرفه‌ای آنالیز، در پرونده‌های مختلف جنایی شرکت می‌کنند.
روایت فصل اول با دو خط زمانی موازی پیش می‌رود: یکی در زمان حال که چهار نفر از دانشجویان در حال پنهان کردن جسد سم کیتینگ، همسر آنالیز، هستند، و دیگری فلاش‌بک‌هایی که به مرور توضیح می‌دهد چطور ماجرا به قتل سم ختم شد. این فصل همچنین به راز قتل لیلا استنگارد، معشوقه‌ی سم و دانشجوی دانشگاه، می‌پردازد. در ادامه مشخص می‌شود که آنالیز به رابطه‌ی سم و لیلا مشکوک شده و به کمک وس، تحقیقات خود را آغاز می‌کند.
در قسمت‌های پایانی، تلاش آنالیز برای سرپوش گذاشتن بر قتل همسرش، به تصویر کشیده می‌شود؛ درحالی‌که هم‌زمان می‌کوشد سم را در مرگ لیلا مقصر جلوه دهد.

### فصل دوم (۲۰۱۵–۲۰۱۶)
نیمه‌ی اول فصل دوم حول پرونده‌ی خواهر و برادر ناتنی، کیلب و کاترین هپستال می‌چرخد که به اتهام قتل والدین سرپرست خود درگیر پرونده‌ای جنجالی هستند. در همین حین، وس به دنبال کشف حقیقت درباره‌ی مرگ معشوقه‌اش ربکا و رازهای مربوط به مادرش می‌رود. رابطه‌ی کانر و اولیور دچار بحران می‌شود، و آشر با دادستان امیلی سینکلر همکاری می‌کند تا اسرار خودش را محفوظ نگه دارد.
در پایان نیم‌فصل، آشر ناخواسته سینکلر را می‌کشد و آنالیز تلاش می‌کند صحنه را پوشش دهد، اما در این مسیر با گلوله‌ای از سوی وس مجروح می‌شود.
در نیمه‌ی دوم فصل، گذشته‌ی وس و مرگ مادرش ده سال پیش زیر ذره‌بین قرار می‌گیرد و نقش آنالیز در این ماجرا آشکار می‌شود. در پایان فصل، مشخص می‌شود که فرانک باعث تصادفی شده که منجر به مرگ فرزند نوزاد آنالیز شده بود. در واکنش، آنالیز او را از زندگی‌اش کنار می‌گذارد. همچنین، وس درست لحظه‌ای که پدر بیولوژیکی‌اش را ملاقات می‌کند، پدرش توسط فرد ناشناسی کشته می‌شود.

### فصل سوم (۲۰۱۶–۲۰۱۷)
پس از قتل والاس ماهونی، هر یک از اعضای گروه پنج‌نفره‌ی کیتینگ سعی دارند زندگی جدیدی را شروع کنند. اما بحران جدیدی آغاز می‌شود: خانه‌ی آنالیز طعمه‌ی آتش شده و جسدی در آن پیدا شده است. در مسیر کشف حقیقت، آنالیز یک کلینیک حقوقی رایگان راه‌اندازی می‌کند، با اعتیاد به الکل مبارزه می‌کند و اولیور را به تیم خود اضافه می‌کند. رابطه‌ی او با کانر به بن‌بست می‌رسد.
عشق میان میکائلا و آشر، و همچنین وس و لورل، شکل می‌گیرد. فرانک برای جبران گذشته‌ی خود تلاش می‌کند. در نهایت، مشخص می‌شود که وس قربانی اصلی آتش‌سوزی است و پیش از حادثه به قتل رسیده بود. آنالیز به جرم قتل او بازداشت می‌شود، اما فرانک مسئولیت قتل را بر عهده می‌گیرد. سپس فاش می‌شود که قاتل واقعی، دومینیک، فردی تحت فرمان پدر لورل بوده که با رابطه‌ی دخترش با وس مخالف بود.

### فصل چهارم (۲۰۱۷–۲۰۱۸)
آنالیز برای ترک الکل با روان‌درمانگر دکتر آیزاک روا همکاری می‌کند. او روابط خود را با بانی و شاگردان سابقش قطع می‌کند، زنی را با سوابق سنگین قضایی از زندان آزاد می‌کند و سپس پرونده‌ی شکایت جمعی علیه دولت به دلیل قصور در سیستم دفاع عمومی را به جریان می‌اندازد.
لورل متوجه می‌شود پدرش، خورخه کاستییو، مسئول قتل وس است و نقشه‌ای برای سرقت اسناد محرمانه‌ی شرکت حقوقی او طراحی می‌کند. در جریان سرقت، هم‌کلاسی‌شان، سایمون، به‌طور اتفاقی با اسلحه‌ی لورل به خودش شلیک می‌کند، که منجر به بازداشت آشر می‌شود و لورل نیز دچار زایمان زودرس می‌گردد.
آنالیز جان نوزاد را نجات می‌دهد اما خورخه با ارائه‌ی مدارکی درباره‌ی مشکلات روانی و سابقه‌ی اعتیاد دخترش، حضانت نوه‌اش را به دست می‌آورد. در این بین، مادر لورل نیز ظاهر می‌شود، و فرانک و بانی متوجه ارتباطی مرموز بین او، دومینیک، و وس می‌شوند. همچنین، آنالیز پرونده‌ی شکایت جمعی را به دیوان عالی آمریکا می‌برد. این بخش از سریال با کراس‌اور با سریال Scandal همراه می‌شود.

### فصل پنجم (۲۰۱۸–۲۰۱۹)
پس از پیروزی در دیوان عالی، آنالیز به شرکت Caplan & Gold می‌پیوندد تا از امکانات آن‌ها برای پیگیری پرونده‌های عدالت‌خواهانه استفاده کند، و هم‌زمان در دانشگاه میدلتون نیز تدریس را از سر می‌گیرد.
دانشجویان اصلی حالا در سال سوم تحصیل هستند و دانشجوی جدیدی به نام گابریل مادوکس به کلاس آنالیز اضافه می‌شود. فرانک نسبت به گذشته‌ی مبهم گابریل مشکوک می‌شود. آشر به دفتر دادستانی می‌پیوندد و کنار بانی کار می‌کند. در همین حین، کانر و اولیور برنامه‌ریزی برای ازدواج‌شان را آغاز می‌کنند.
در فلاش‌فورواردهای جدید، مشخص می‌شود که قتلی تازه اتفاق افتاده است و توجهات به‌سمت گابریل و نقش او در این ماجرا جلب می‌شود. فرماندار برک‌هد همچنان علیه آنالیز اقدام می‌کند.

### فصل ششم (۲۰۱۹–۲۰۲۰) – فصل پایانی
پس از ناپدید شدن لورل و پسرش کریستوفر، و مرگ امِت کراوفورد، آنالیز درگیر بحرانی روانی می‌شود و به مرکز ترک اعتیاد پناه می‌برد. با پذیرش اشتباهات گذشته‌اش، او به زندگی بازمی‌گردد و تلاش می‌کند شاگردان باقی‌مانده‌اش را در آخرین ترم دانشگاه همراهی کند.
در این بین، اف‌بی‌آی با همکاری فرماندار برک‌هد تحقیقاتی گسترده علیه آنالیز، دانشجویان و همکارانش آغاز می‌کند که تمام جرایم شش فصل گذشته را برملا می‌کند. این افشاگری‌ها هر یک از شخصیت‌ها را مجبور به گرفتن تصمیماتی سرنوشت‌ساز می‌کند که زندگی، روابط و آینده‌شان را به شکلی غیرقابل بازگشت تغییر می‌دهد.